# Nannie Doss
Nannie Doss, nascida Nancy Hazel (Blue Mountain, 4 de novembro de 1905 – McAlester, 2 de junho de 1965) foi uma assassina em série norte-americana. Ela foi responsável pelas mortes de onze pessoas entre os anos de 1927 e 1954.
Seus apelidos pela mídia eram "Viúva Negra", "Lady Barba Azul", "Assassina dos corações solitários", entre outros. Nannie confessou os assassinatos em outubro de 1954, depois que seu quinto marido morreu em um pequeno hospital em Tulsa, Oklahoma. No fim, revelou-se que ela matou quatro maridos, duas filhas, duas irmãs, a mãe, um neto e a nora.

## Biografia
Nannie nasceu em Blue Mountain, no Alabama, em 1905. Era filha de Louisa e James F. Hazel. Era uma dos cinco filhos do casal, tendo um irmão e mais três irmãs. Tanto Nannie quanto sua mãe odiavam James, um pai e marido controlador e abusador. James obrigava as crianças a trabalhar ao invés de ir às escola. Aos 7 anos de idade, enquanto a família pegava um trem para visitar parentes no sul do Alabama, Nannie caiu e bateu com a cabeça em uma barra de metal do acento em frente ao seu.[carece de fontes?] Por anos depois disso, Nannie sofreu com dores de cabeça, desmaios e depressão e Nannie atribuía sua instabilidade mental ao acidente.
Durante a infância, seu principal passatempo era ler as revistas com histórias românticas que a mãe comprava, sonhando com um futuro romântico para si. Mais tarde, sua parte favorita da revista era a coluna dos "corações solitários", onde solteiros anunciavam sua disposição em encontrar parceiros. Seu pai proibiu as filhas de usar maquiagem ou de usar roupas provocantes para impedir que elas atraíssem a atenção de outros homens, proibindo que também fossem a bailes ou a qualquer outro evento social. Isso, entretanto, não impediu que ela fosse molestada várias vezes na infância e no começo da adolescência.

## Primeiro casamento
Nannie se casou pela primeira vez aos 16 anos com Charley Braggs, colega de trabalho em uma fábrica têxtil. Com a aprovação do pai, ela se casou após quatro meses de relacionamento. Braggs era filho único de uma mãe solo que insistiu em morar com o casal depois da cerimonia. A sogra, por sua vez, era bastante controladora e limitava a vida de Nannie, impedindo até um maior contato com seus parentes. A união gerou quatro filhas entre os anos de 1923 e 1927.
O estresse com as filhas pequenas e a pressão da sogra levaram Nannie a beber e o fumo ocasional se tornou frequente. O casal suspeitava um do outro com relação à infidelidade e Braggs costumava sumir por vários dias seguidos.
Em 1927, o casal perdeu as duas filhas do meio por uma suspeita de intoxicação alimentar. Cada criança tinha um seguro de vida de baixo valor, todos feitos pela mãe. Pouco depois, Braggs pegou a filha mais velha, Melvina e fugiu, deixando a recém-nascida, Florine para trás. A mãe de Braggs morreu pouco depois desses eventos e Nannie conseguiu um emprego em uma fiação de algodão para sustentar a si e à filha. Braggs trouxe Melvina de volta no verão de 1928, acompanhado de uma mulher divorciada com sua própria filha. Braggs e Nannie se divorciaram e Nannie não teve alternativa além de voltar para a casa da mãe com suas filhas. Braggs sempre disse que deixou Nannie porque tinha medo dela.

## Segundo casamento
Nannie conheceu seu segundo marido em 1929, Robert Franklin Harrelson. Eles viviam em Jacksonville, na Flórida, com Melvina e Florina. Meses depois, ela descobriu que ele era alcoólatra e tinha passagem na polícia, mas mesmo assim o casamento durou 16 anos.

### Netos
Melvina deu à luz a Robert Lee Haynes em 1943. Outro bebê nasceria dois anos depois, mas morreria logo em seguida. Exausta do trabalho de parto e semi inconsciente devido ao éter, Melvina achou ter visto sua mãe espetar um alfinete de chapéu na cabeça de seu bebê. Ao perguntar ao marido e à irmã a respeito, eles disseram que Nannie os avisou que o bebê estava morto e notaram que ela segurava um alfinete de chapéu. Os médicos, porém, não conseguiram dar uma explicação para a morte da criança. Os pais de luto acabaram se separando e Melvina começou a namorar um soldado algum tempo depois.[carece de fontes?]
Nannie, porém, não gostava do novo genro e enquanto Melvina visitava o pai após uma séria briga com a mãe, seu filho Robert morreu misteriosamente sob os cuidados da avó, em 7 de julho de 1945. A causa da morte foi diagnosticada como asfixia de causa desconhecida, e dois meses depois Nannie recebeu 500 dólares pelo seguro de vida que ela mesma tinha feito para a criança.

### Morte de Harrelson
Em 1945, o Japão se rendeu às Forças Aliadas, dando fim à Segunda Guerra Mundial e o marido de Nannie, Harrelson, foi um dos muitos norte-americanos que saíram às ruas para comemorar o fim dos conflitos. Após uma noite de bebedeira, ele voltou para casa e estuprou a esposa. No dia seguinte, ela descobriu uma garrafa de uísque enterrada em seu jardim. Nannie colocou veneno de rato na bebida e esperou o marido beber. Ele morreu uma semana depois e Nannie embolsou seu seguro de vida, com o qual comprou quatro hectares e uma pequena casa nos arredores de Jacksonville.

## Casamentos seguintes
Nannie conheceu seu terceiro marido, Arlie Lanning, em uma coluna de "corações solitários" enquanto viajava pela Carolina do Norte e eles se casaram três dias depois. Assim como seu marido anterior, Arlie era um mulherengo e alcoólatra, mas desta vez quem costumava desaparecer por meses seguidos era Nannie. Quando voltava, era uma esposa devotada e atenciosa. Até que ele morreu de uma suposta parada cardíaca. Pouco depois, a casa do casal, que tinha sido deixada para a irmã de Arlie, pegou fogo. O dinheiro do seguro foi recebido por Nannie, que rapidamente o depositou no banco. Depois que a mãe de Arlie morreu durante o sono, Nannie deixou o estado da Carolina do Norte e acabou na casa da irmã, Dovie. Dovie na época estava acamada, doente; logo após a chegada da irmã Nannie, ela morreu.
Procurando por um novo marido, Nannie começou a circular por um serviço de namoros chamado "Diamond Circle Club", onde ela logo conheceu Richard L. Morton, de Jamestown. Eles se casaram em Emporia, Kansas, em 1952. Apesar de ele não ter problemas com a bebida, ele era infiel. Antes de envenená-lo, Nannie envenenou a sogra, Louisa, em janeiro de 1953, quando ela decidiu morar com o casal. Morton morreu três meses depois, em 19 de maio de 1953.
Em junho de 1953, Nannie se casou novamente, com Samuel Luther Doss, em Tulsa, Oklahoma. Doss era pastor da Igreja do Nazareno que tinha perdido a família no tornado que arrasou o Condado de Madison, no Arkansas. Samuel não aprovava os livros de romance que a esposa adorava ler. Em setembro, ele deu entrada no hospital com sintomas de gripe forte. O hospital o diagnosticou com uma grave infecção gastrointestinal. Ele foi tratado e liberado, mas morreu em 12 de outubro de 1954.
Na pressa para poder receber os dois seguros de vida que tinha feito em seu nome, Nannie acabou levantando as suspeitas do médico, que ordenou uma necropsia em Samuel, que revelou grande níveis de arsênico em seu organismo e Nannie acabou presa logo em seguida.

## Confissão e condenação
Nannie confessou ter matado quatro de seus maridos, sua mãe, sua irmã, seu neto e sua nora. O estado de Oklahoma centralizou seu caso apenas na morte de Samuel Doss. Nannie foi julgada por J. Howard Edmondson, que viria a se tornar o governador do estado.[carece de fontes?] Ela confessou o crime em 17 de maio de 1955 e sentenciada à prisão perpétua. O estado não pediu a pena de morte por ela ser mulher. Nannie nunca foi indiciada pelas outras mortes.

## Morte
Nannie foi enviada para a Penitenciária Estadual de Oklahoma, em McAlester e morreu devido à leucemia em 2 de junho de 1965.